# 暗黒街の王者
暗黒街の王者（あんこくがいのおうじゃ、en:Lady from Louisiana)は、1941年のアメリカ合衆国の西部劇映画。
出演ジョン・ウェイン、オナ・マンソン。この映画の製作兼監督はバーナード・ヴォルハウス。

## あらすじ
ニューオーリンズの賭博場経営者ミルボー将軍の娘ジュリーはニューオーリンズ行きの船の上で、反賭博同盟の一員である弁護士のジョン・レイノルズと親しくなる。
ジュリーとの結婚を考えていた、ミルボー将軍の子分頭ブラッキーはジョンの登場を苦々しく思っていた。ジュリーはジョンに賭博が安全な遊びであることを伝えようとしていた。ところが彼は賭博トラブルに起因した殺人を目撃し、賭博を追放すべく、まず彼は将軍の賭博器の不正を暴露する。ブラッキーは将軍を殺し、反賭博同盟に罪を擦り付ける。ジュリーはそれを信じ込んだうえ、役人を巻き込んでブラッキーの悪事を隠ぺいする。これに対し、ジョンは悪事の証拠をつかみ、ジュリーたちは検挙される。裁判が行われる中、暴風雨により裁判所ごと流される。ブラッキーが逃走を図っていたところ、ジョンが追いかけ、もみ合いの末にブラッキーは死ぬ。
ジョンは人々を助け、ジュリーとの関係も改善し、婚約に至った。

## キャスト
- ジョン・レイノルズ：ジョン・ウェイン
- ジュリー：オナ・マンソン